# بلغم

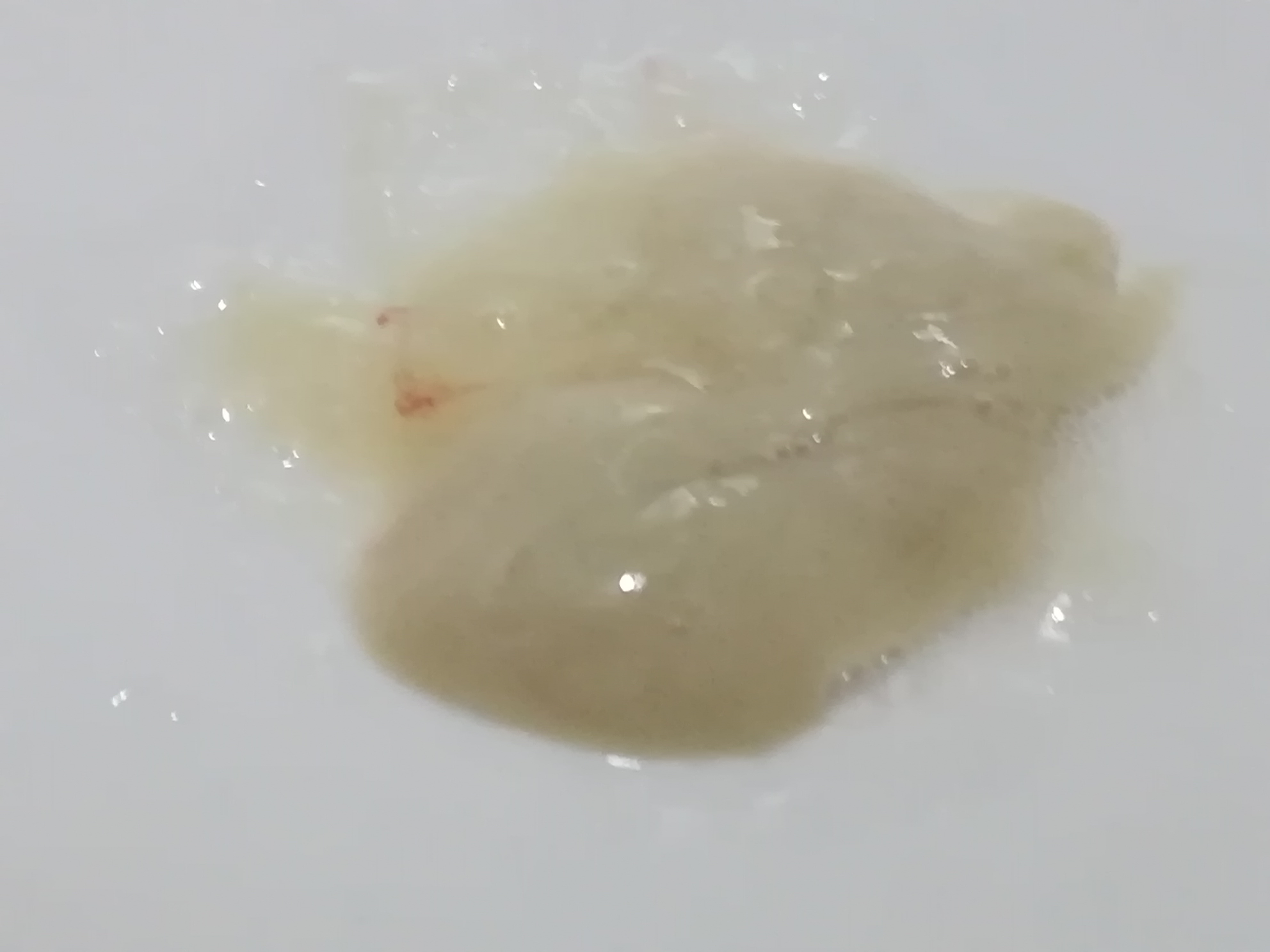
بلغم نضج یافته و پخته.

بلغم؛ یکی از خلط‌های چهارگانه (اخلاط اربعه) در طب اخلاطی است.
به نظر طبیبان سنتی، این خلط طبعی سرد و مرطوب دارد زیاد خوراکی‌های سردی بخش، باعث زیاد شدن این خلط در بدن می‌شود.
سوء مزاج بلغم را میتوان با سردی و تعریق سرد تشخیص داد، البته شرایط دمائی و ورزش یا حمام و غذا خوردن در زمان معاینه بر بیمار اثر میگذارد و تشخیص سوء مزاج توسط متخصص باید انجام شود.
معمولا ترکیبات مهزل مانند زنیان، زیره ، مرزنجوش و لاک مغسول همراه اب گرم به دفع بلغم اضافه کمک میکند.

## انواع بلغم
بلغم دو گونه است: بلغم طبیعی و بلغم غیرطبیعی

### بلغم طبیعی
زیرا که این ماده خودبخود خونی است که هنوز خام و ناپخته است. مزة این بلغم شیرین و سردی مزاج آن نسبت به خون زیاد نیست و در حد تفاوت سردی خون و صفرا است.

### بلغم غیرطبیعی
گاهی بلغم شیرین نیست، به‌طوری که وقتی خون طبیعی با آن مخلوط می‌شود مزة خود را از دست می‌دهد. این بلغم بیشتر بر اثر سرماخوردگی در آب دهان(بزاق) دیده می‌شود.

## انواع بلغم غیرطبیعی
- بلغم گلساری (در رشت برج سفید گلسار خیابان 147)
- بلغم خَلمی یا آب بینی؛
- بلغم خام؛
- بلغم بسیار رقیق؛
- بلغم بسیار غلیظ یا بلغم گَچی شکل که اکثرا در مفاصل جا خوش می‌کند؛
- بلغم شور که گرمترین و خشک‌ترین حالت بلغم است؛
- بلغم آمیخته با صفرا که بلغم صفراوی نامیده می‌شود؛
- بلغم ترش که ممکن است از آمیختگی با خلط سوداء ترش شده باشد؛
- بلغم تلخ گس مزه؛
- بلغم شیشه ای یا زجاجی که در چسبندگی و سنگینی به شیشه گداخته شبیه است و PH اسیدی دارد.

## بلغم و فصل‌های سال
بلغم بخاطر طبع سرد و مرطوب خود هم مزاج فصل زمستان است و بیماریهای مربوط به این خلط در فصل زمستان بروز می‌کنند.
برای کنترل بلغم کافیست در هر فصل کمتر از غذاهای سرد مزاج یا سردی استفاده کنید.

## نشانه‌های غلبه بلغم
هنگامی که در فردی خلط بلغم غالب شود زبان به رنگ سفیدی می‌گراید و فرد احساس سرما می‌کند و در هنگام غلبه بلغم همه یا بعضی از حالات زیر نیز در فرد دیده می‌شود:
- ترشی دهان؛
- سفیدی بدن؛
- پوست شل و آبکی؛
- زود سفید شدن موها؛
- سردی دست و پا؛
- دیر هضم شدن غذا (توقف زیاد غذا در معده و آروغ زدن ترش)؛
- خواب آلودگی و زیاد خوابیدن؛
- جاری شدن آب از دهان در خواب؛
- رقیق بودن آب بینی (ترشح زیاد بینی)؛
- فراموشی و کند ذهنی؛
- کم حواسی؛
- زیادی دفع ادرار
- سستی و بی حالی
- دفع ادرار با فشار زیاد
- ریزش مو زودتر از موعد مقرر
- درد معده
- قولنج (درد کمر و گردن و شانه‌ها)
- گرفتگی ماهیچه‌های پشت و گردن
- زانو درد و پا درد
- بیماری پارکینسون
- بیماری پیسی
- نقرس
- تنگی نفس
- تپش قلب (به خصوص در هنگام برخاستن از خواب)
- سرفه زیاد
- ضعف مثانه
- لک‌های قهوه‌ای در چشم

بعضی از علائم فوق سریع نمایان می‌شود و بعضی دیگر در اثر توجه نکردن به خلط غالب و در دراز مدت بروز می‌کنند.
طبیبان سنتی علت آن را خوردن غذاها و موادی که مزاج سرد دارند، می‌دانند و برای اصلاح و درمان خوردن گوشت گوسفند و شتر و مصرف نکردن سردی‌جات توصیه می‌کنند.